# Cercanías Asturias

Mapa linii Cercanías Asturias

Cercanías Asturias - system kolei regionalnej w hiszpańskim regionie Asturia. Obsługuje on połączenia regionalne pomiędzy Oviedo i Gijón. Połączenia obsługiwane są wspólnie przez Renfe Cercanías (linie: C-1, C-2 i C-3) oraz FEVE (linie: F-4 - F-9). W zależności od linii wszystkie pociągi zaczynają kursy między 05:30 a 06:00 i kursują zazwyczaj w odstępach 30 minutowych do 23:30 w dni robocze. W dni wolne i świąteczne pociągi kursują co godzinę.

## Linie i stacje
- Gijón / Oviedo - Puente de los Fierros
- Oviedo - El Entrego
- Llamaquique - San Juan de Nieva
- F-4  Gijón - Cudillero
- F-5  Gijón - Laviana
- F-6  Oviedo - Infiesto Apeadero
- F-7  Oviedo - San Esteban
- F-8  Caudal - Aller (Baíña - Collanzo)
- F-9  Gijón - Trubia